# متیل تیوسیانات
متیل تیوسیانات (به انگلیسی: Methyl thiocyanate) با فرمول شیمیایی C۲H۳NS یک ترکیب شیمیایی با شناسه پاب‌کم ۱۱۱۶۸ است. که جرم مولی آن ۷۳٫۱۱۷ g/mol می‌باشد. شکل ظاهری این ترکیب، مایع بی‌رنگ است.